# Daniel Pred

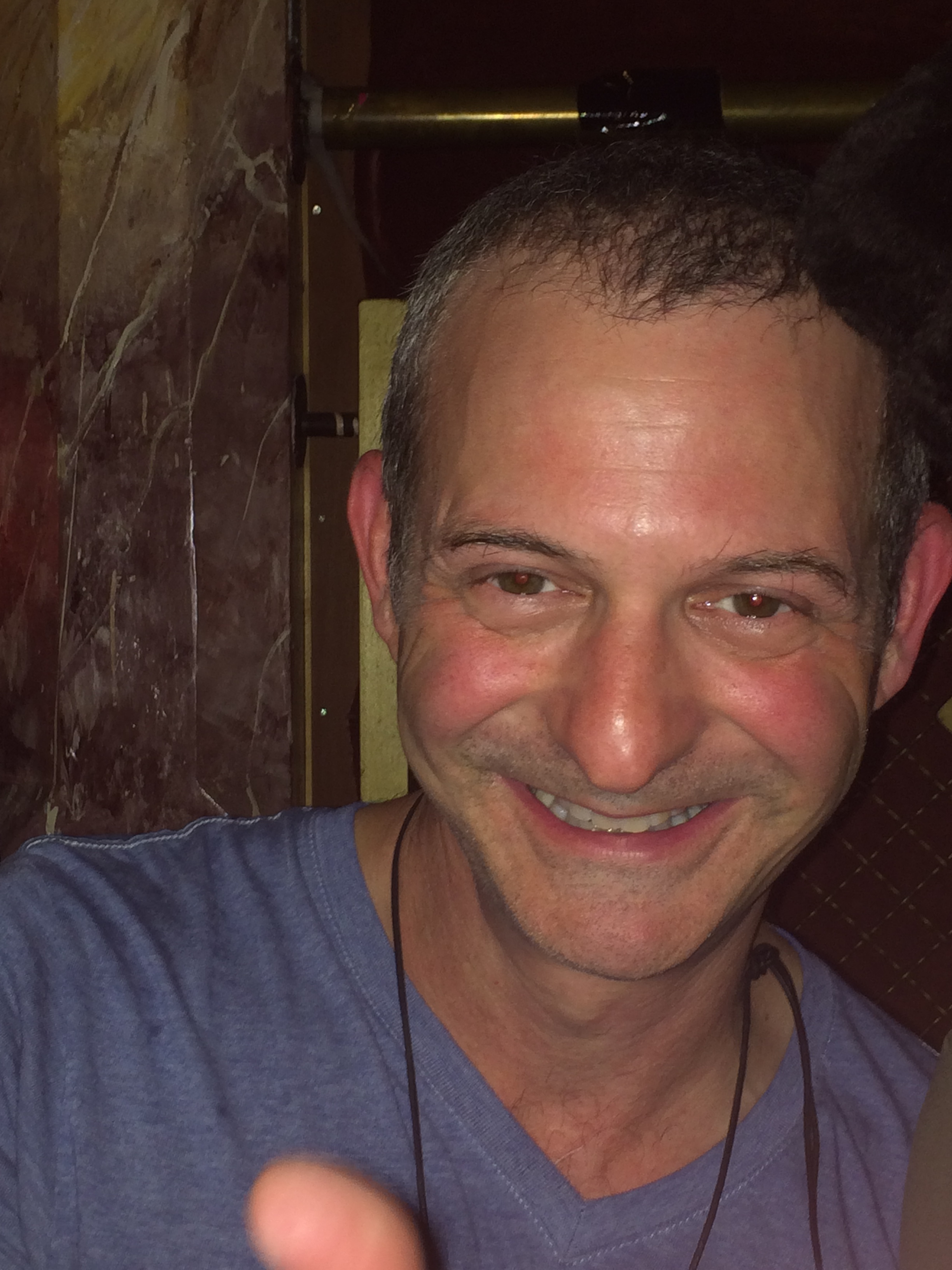
Dan Pred, Schlagzeuger von Dan Reed Network, im Juni 2014

Daniel Pred, auch Dan Pred, (* 19. November 1963 in Aberdeen) ist ein US-amerikanischer Musiker und Filmproduzent. Bekanntheit erlangte er als Schlagzeuger der Rock-Formation Dan Reed Network, deren Gründungsmitglied er ist.

## Hintergrund
Daniel Pred wurde als Sohn von Jack und Susan Pred geboren und begann in der siebten Klasse, Schlagzeug zu spielen. 1979 lernte er in einem Musikgeschäft in seiner Geburtsstadt Dan Reed kennen, mit dem er die Band „Nightwing“ gründete. Als Reed 1981 nach Portland zog, blieb Pred in Aberdeen, um die Schule zu beenden. Nach dem Abschluss zog er 1982 nach Los Angeles und nahm Unterricht am Percussion Institute of Technology.
1984 folgte Pred Dan Reed nach Portland und gründete mit ihm die Band Dan Reed Network, mit der er neben einer EP drei Studioalben und ein Livealbum veröffentlichte. Nachdem die Band ihre Karriere 1993 beendet hatte, wurde Pred zusammen mit dem Keyboarder von Dan Reed Network, Blake Sakamoto, Mitglied der Gruppe „Generator“, die sich später in „Slowrush“ umbenannte und 2000 ein Album (Volume) veröffentlichte. Außerdem spielte er auf dem Album LetDownCrush der Band 16 Volt. 2004 veröffentlichte Neil Zaza auf seinem Album Melodika eine Instrumental-Aufnahme des Dan-Reed-Network-Liedes Forgot to Make Her Mine, die bereits um das Jahr 2001 herum zusammen mit Blake Sakamoto, Pred, Brion James und Melvin Brannon aufgenommen worden war.
Bereits 1995 hatte Pred eine Videoproduktionsfirma („Video Media“) gegründet, die bis heute besteht.
Seit 2007 ist er durch die Aufnahme von „Dan Reed Network“ Mitglied der Oregon Music Hall of Fame. Im Dezember 2012 trat er erstmals wieder mit der Gruppe auf, weitere Konzerte folgten 2013 während einer Europatournee. Für 2014 sind Auftritte der Band auf verschiedenen europäischen Festivals geplant.

## Diskografie (Auszug)
mit Dan Reed Network
- 1986: Breathless (EP)
- 1987: Dan Reed Network
- 1989: Slam
- 1991: The Heat
- 1993: Mixin’ It Up: The Best of the Dan Reed Network
- 2014: Anthology

mit 16 Volt
- 2000: LetDownCrush

mit Slowrush
- 2000: Volume